# Grande Prêmio da Itália de 2007
Resultados do Grande Prêmio da Itália de Fórmula 1 realizado em Monza em 9 de setembro de 2007. Décima terceira etapa do campeonato, foi vencido pelo espanhol Fernando Alonso, que subiu ao pódio junto a Lewis Hamilton numa dobradinha da McLaren-Mercedes, com Kimi Räikkönen em terceiro pela Ferrari.

## Resumo
A corrida foi mais uma vez dominada pelas McLaren, do início ao fim, a prova foi vencida por Fernando Alonso, que em nenhum momento foi ameaçado, seguido por Lewis Hamilton, que chegou a perder a segunda posição, mas recuperou  em uma linda ultrapassagem na freada da primeira chincane, lembrando os tempos da Formula 1 antiga, deixando assim Kimi Raikkonen com a terceira posição.
A Ferrari teve mais um fim de semana para apagar de sua história, alem de ver a McLaren vencer de ponta-a-ponta e com dobradinha, teve problemas com seus dois pilotos, Kimi Raikkonen bateu forte no treino livre do sábado e se classificou apenas em quinto com o carro reserva para a corrida, já Felipe Massa, depois de largar em terceiro, teve problemas com o carro já na oitava volta e viu suas chances no campeonato diminuirem ainda mais.
Por outro lado, a BMW teve mais uma boa corrida, com Nick Heidfield terminando em quarto e Robert Kubica em quinto.
Quem também fez boa corrida foi Jenson Button, que novamente venceu com o carro da Honda, marcando mais um ponto para a escuderia nipônica, Rubens Barrichello fez um bom décimo lugar.
Único abandono de Felipe Massa na temporada de 2007 e última vitória de Fernando Alonso pela McLaren além de ser a última dele na temporada.

## Classificação da prova

### Treinos classificatórios
| Pos.   | Nº | Piloto               | Equipe             | Q1       | Q2       | Q3       | Grid |
| ------ | -- | -------------------- | ------------------ | -------- | -------- | -------- | ---- |
| 1      | 1  | Fernando Alonso      | McLaren-Mercedes   | 1:21.718 | 1:21.356 | 1:21.997 | 1    |
| 2      | 2  | Lewis Hamilton       | McLaren-Mercedes   | 1:21.956 | 1:21.746 | 1:22.034 | 2    |
| 3      | 5  | Felipe Massa         | Ferrari            | 1:22.309 | 1:21.993 | 1:22.549 | 3    |
| 4      | 9  | Nick Heidfeld        | BMW Sauber         | 1:23.107 | 1:22.466 | 1:23.174 | 4    |
| 5      | 6  | Kimi Räikkönen       | Ferrari            | 1:22.673 | 1:22.369 | 1:23.183 | 5    |
| 6      | 10 | Robert Kubica        | BMW Sauber         | 1:23.088 | 1:22.400 | 1:23.446 | 6    |
| 7      | 4  | Heikki Kovalainen    | Renault            | 1:23.505 | 1:23.134 | 1:24.102 | 7    |
| 8      | 16 | Nico Rosberg         | Williams-Toyota    | 1:23.333 | 1:22.748 | 1:24.382 | 8    |
| 9      | 12 | Jarno Trulli         | Toyota             | 1:23.724 | 1:23.107 | 1:24.555 | 9    |
| 10     | 7  | Jenson Button        | Honda              | 1:23.639 | 1:23.021 | 1:25.165 | 10   |
| 11     | 15 | Mark Webber          | Red Bull-Renault   | 1:23.575 | 1:23.166 |          | 11   |
| 12     | 8  | Rubens Barrichello   | Honda              | 1:23.474 | 1:23.176 |          | 12   |
| 13     | 17 | Alexander Wurz       | Williams-Toyota    | 1:23.739 | 1:23.209 |          | 13   |
| 14     | 23 | Anthony Davidson     | Super Aguri-Honda  | 1:23.646 | 1:23.274 |          | 14   |
| 15     | 3  | Giancarlo Fisichella | Renault            | 1:23.559 | 1:23.325 |          | 15   |
| 16     | 19 | Sebastian Vettel     | Toro Rosso-Ferrari | 1:23.578 | 1:23.351 |          | 16   |
| 17     | 22 | Takuma Sato          | Super Aguri-Honda  | 1:23.749 |          |          | 17   |
| 18     | 11 | Ralf Schumacher      | Toyota             | 1:23.787 |          |          | 18   |
| 19     | 18 | Vitantonio Liuzzi    | Toro Rosso-Ferrari | 1:23.886 |          |          | 19   |
| 20     | 14 | David Coulthard      | Red Bull-Renault   | 1:24.019 |          |          | 20   |
| 21     | 20 | Adrian Sutil         | Spyker-Ferrari     | 1:24.699 |          |          | 21   |
| 22     | 21 | Sakon Yamamoto       | Spyker-Ferrari     | 1:25.084 |          |          | 22   |
| Fonte: |    |                      |                    |          |          |          |      |

### Corrida

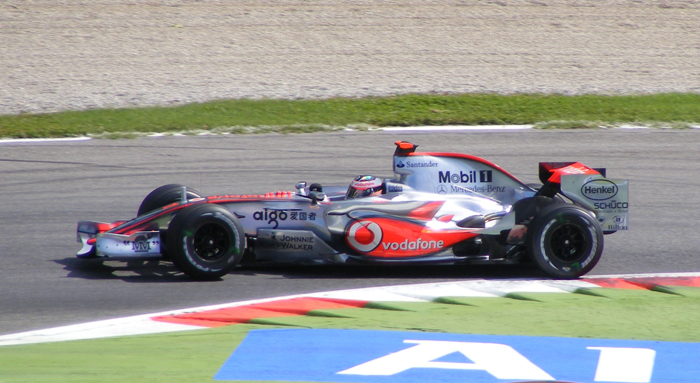
Fernando Alonso venceu a corrida pela McLaren em seu 100º GP na Fórmula 1.

| Pos.   | Nº | Piloto               | Construtor         | Voltas | Tempo/Diferença | Grid | Pontos |
| ------ | -- | -------------------- | ------------------ | ------ | --------------- | ---- | ------ |
| 1      | 1  | Fernando Alonso      | McLaren-Mercedes   | 53     | 1:18:37.806     | 1    | 10     |
| 2      | 2  | Lewis Hamilton       | McLaren-Mercedes   | 53     | + 6.062         | 2    | 8      |
| 3      | 6  | Kimi Räikkönen       | Ferrari            | 53     | + 27.325        | 5    | 6      |
| 4      | 9  | Nick Heidfeld        | BMW Sauber         | 53     | + 56.562        | 4    | 5      |
| 5      | 10 | Robert Kubica        | BMW Sauber         | 53     | + 1:00.558      | 6    | 4      |
| 6      | 16 | Nico Rosberg         | Williams-Toyota    | 53     | + 1:05.810      | 8    | 3      |
| 7      | 4  | Heikki Kovalainen    | Renault            | 53     | + 1:06.751      | 7    | 2      |
| 8      | 7  | Jenson Button        | Honda              | 53     | + 1:12.168      | 10   | 1      |
| 9      | 15 | Mark Webber          | Red Bull-Renault   | 53     | + 1:15.879      | 11   |        |
| 10     | 8  | Rubens Barrichello   | Honda              | 53     | + 1:16.958      | 12   |        |
| 11     | 12 | Jarno Trulli         | Toyota             | 53     | + 1:17.736      | 9    |        |
| 12     | 3  | Giancarlo Fisichella | Renault            | 52     | + 1 volta       | 15   |        |
| 13     | 17 | Alexander Wurz       | Williams-Toyota    | 52     | + 1 volta       | 13   |        |
| 14     | 23 | Anthony Davidson     | Super Aguri-Honda  | 52     | + 1 volta       | 14   |        |
| 15     | 11 | Ralf Schumacher      | Toyota             | 52     | + 1 volta       | 18   |        |
| 16     | 22 | Takuma Sato          | Super Aguri-Honda  | 52     | + 1 volta       | 17   |        |
| 17     | 18 | Vitantonio Liuzzi    | Toro Rosso-Ferrari | 52     | + 1 volta       | 19   |        |
| 18     | 19 | Sebastian Vettel     | Toro Rosso-Ferrari | 52     | + 1 volta       | 16   |        |
| 19     | 20 | Adrian Sutil         | Spyker-Ferrari     | 52     | + 1 volta       | 21   |        |
| 20     | 21 | Sakon Yamamoto       | Spyker-Ferrari     | 52     | + 1 volta       | 22   |        |
| Ret    | 5  | Felipe Massa         | Ferrari            | 10     | Suspensão       | 3    |        |
| Ret    | 14 | David Coulthard      | Red Bull-Renault   | 1      | Acidente        | 20   |        |
| Fonte: |    |                      |                    |        |                 |      |        |

## Tabela do campeonato após a corrida
| Pos.   | Piloto          | Pontos |
| ------ | --------------- | ------ |
| 1      | Lewis Hamilton  | 92     |
| 2      | Fernando Alonso | 89     |
| 3      | Kimi Räikkönen  | 74     |
| 4      | Felipe Massa    | 69     |
| 5      | Nick Heidfeld   | 52     |
| Fonte: |                 |        |

| Pos.   | Construtor       | Pontos |
| ------ | ---------------- | ------ |
| 1      | McLaren–Mercedes | 166    |
| 2      | Ferrari          | 143    |
| 3      | BMW Sauber       | 86     |
| 4      | Renault          | 38     |
| 5      | Williams-Toyota  | 25     |
| Fonte: |                  |        |

- Nota: Somente as primeiras cinco posições estão listadas.